# Campagne-lès-Wardrecques

Campagne-lès-Wardrecques este o comună în departamentul Pas-de-Calais, Franța. În 1 ianuarie 2022 avea o populație de 1.300 de locuitori.